# 2006-os Formula–1 magyar nagydíj
A magyar nagydíj volt 2006-os Formula–1 világbajnokság tizenharmadik futama, amelyet 2006. augusztus 6-án rendeztek meg a Hungaroringen, Mogyoródon. Ez volt a 21. Formula–1-es futam Magyarországon és az első esős verseny a magyar nagydíjak közül. A futamot Jenson Button nyerte, 113 nyeretlen versenye után. Ő szerezte az első brit győzelmet a 2003-as ausztrál nagydíj óta, ahol David Coulthard nyert, és ő volt az első győztes angol Johnny Herbert 1999-es diadala után. Pedro de la Rosa pályafutása egyetlen, Nick Heidfeld a BMW Sauber első dobogóját szerezte.

## Pénteki versenyzők
| Versenyző         | Csapat/Motor        |
| ----------------- | ------------------- |
| Alexander Wurz    | Williams-Cosworth   |
| Anthony Davidson  | Honda               |
| Robert Doornbos   | Red Bull-Ferrari    |
| nem volt          | BMW Sauber-BMW      |
| Markus Winkelhock | MF1-Toyota          |
| Neel Jani         | Toro Rosso-Cosworth |
| nem volt          | Super Aguri-Honda   |

## Időmérő edzés
A pénteki második szabadedzés után Fernando Alonso és Michael Schumacher is büntetést kapott az időmérő edzésre: mindkettejük legjobb idejéhez két másodpercet adtak hozzá. Alonsót veszélyes vezetéséért illetve Robert Doornbos sárga zászló alatti megelőzéséért, Schumachert pedig a szombati szabadedzésen történt piros zászló alatti előzése miatt büntették meg. Az időmérő edzést így Kimi Räikkönen nyerte, Felipe Massa második lett, Rubens Barrichello a harmadik helyen végzett míg Alonso a tizenötödik, Schumacher pedig a tizenegyedik rajtkockát szerezte meg.

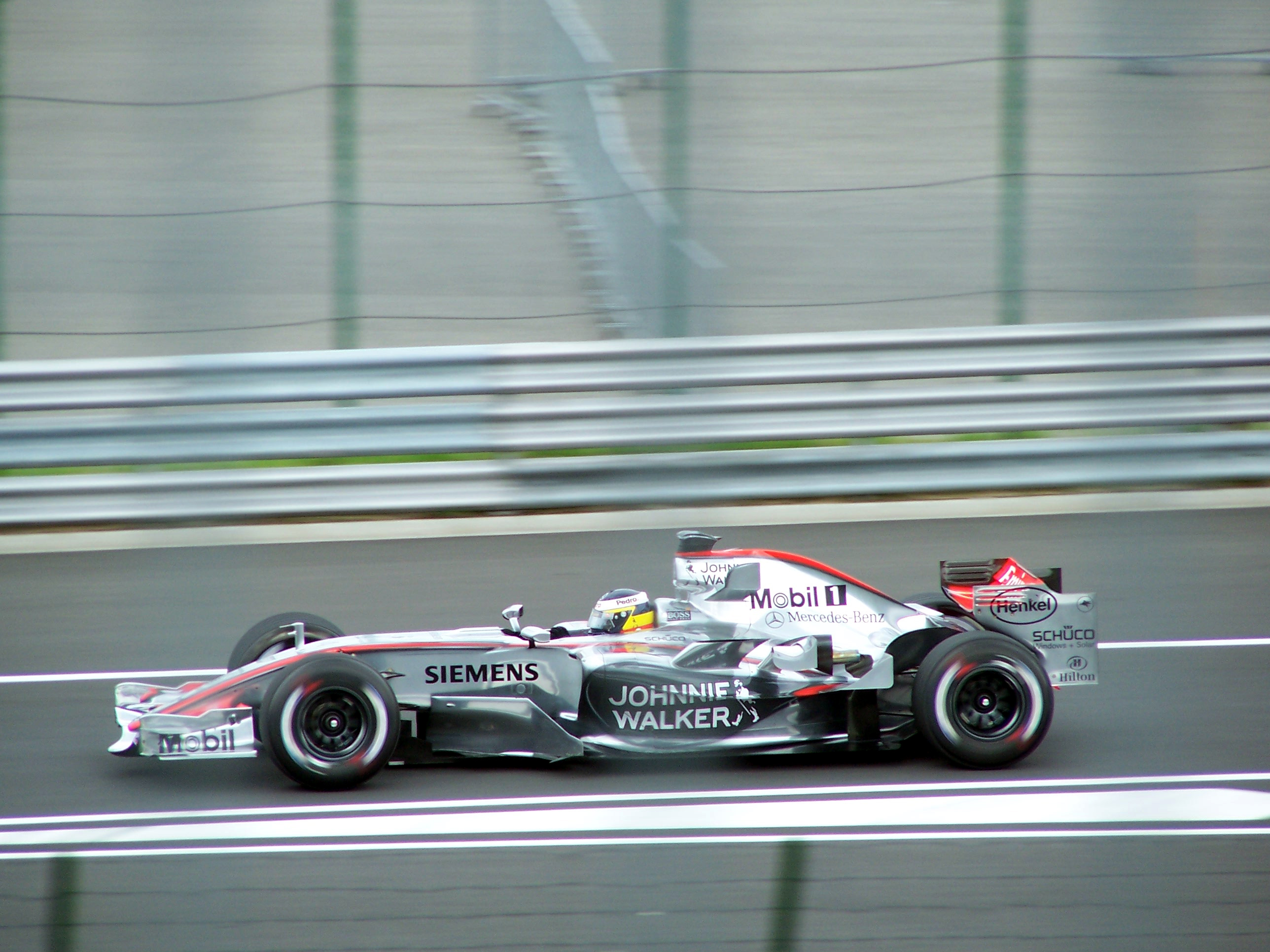
de la Rosa az időmérő edzésen

| Helyezés | Név                  | Csapat/Motor        | 1. rész  | 2. rész  | 3. rész  |
| -------- | -------------------- | ------------------- | -------- | -------- | -------- |
| 1        | Kimi Räikkönen       | McLaren-Mercedes    | 1.20.080 | 1.19.704 | 1.19.599 |
| 2        | Felipe Massa         | Ferrari             | 1.19.742 | 1.19.504 | 1.19.886 |
| 3        | Rubens Barrichello   | Honda               | 1.21.141 | 1.19.783 | 1.20.085 |
| 4        | Jenson Button*       | Honda               | 1.20.820 | 1.19.943 | 1.20.092 |
| 5        | Pedro de la Rosa     | McLaren-Mercedes    | 1.21.288 | 1.19.991 | 1.20.117 |
| 6        | Mark Webber          | Williams-Cosworth   | 1.21.335 | 1.20.047 | 1.20.266 |
| 7        | Ralf Schumacher      | Toyota              | 1.21.112 | 1.20.243 | 1.20.759 |
| 8        | Giancarlo Fisichella | Renault             | 1.21.370 | 1.20.154 | 1.20.924 |
| 9        | Jarno Trulli         | Toyota              | 1.21.434 | 1.20.231 | 1.21.132 |
| 10       | Robert Kubica        | BMW Sauber          | 1.20.891 | 1.20.256 | 1.22.049 |
| 11       | Nick Heidfeld        | BMW Sauber          | 1:21.437 | 1:20.623 |          |
| 12       | Michael Schumacher   | Ferrari             | 1:21.440 | 1:20.875 |          |
| 13       | David Coulthard      | Red Bull-Ferrari    | 1:21.163 | 1:20.890 |          |
| 14       | Christian Klien      | Red Bull-Ferrari    | 1:22.027 | 1:21.207 |          |
| 15       | Fernando Alonso      | Renault             | 1:21.792 | 1:21.364 |          |
| 16       | Tiago Monteiro       | MF1-Toyota          | 1:22.009 | 1:23.767 |          |
| 17       | Vitantonio Liuzzi    | Toro Rosso-Cosworth | 1:22.068 |          |          |
| 18       | Nico Rosberg         | Williams-Cosworth   | 1:22.084 |          |          |
| 19       | Scott Speed†         | Toro Rosso-Cosworth | 1:22.317 |          |          |
| 20       | Szató Takuma         | Super Aguri-Honda   | 1:22.967 |          |          |
| 21       | Christijan Albers*   | MF1-Toyota          | 1:23.146 |          |          |
| 22       | Jamamoto Szakon      | Super Aguri-Honda   | 1:24.016 |          |          |

* Jenson Button és Christijan Albers tízhelyes rajtbüntetést kapott motorcsere miatt.
† Scott Speed legjobb három idejét törölték, mert az időmérő edzésen több versenyzőt is feltartott, így 1:22.317-es ideje helyett 1:23.005-ös köridejének megfelelően sorolták be.

## Verseny

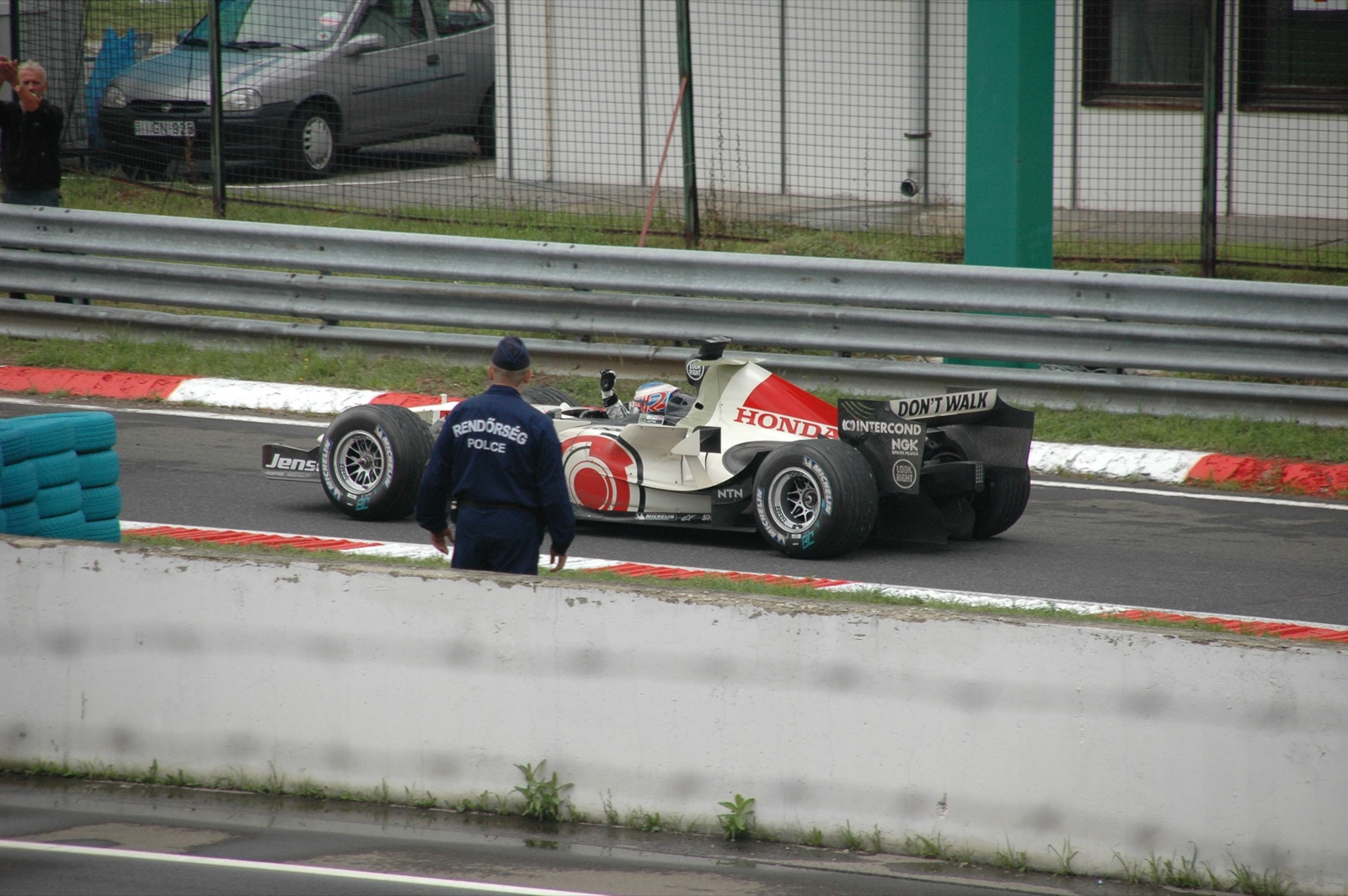
Jenson Button, a 2006-os magyar nagydíj nyertese

A versenyzők egy része intermediate, másik részük esős gumiabroncsokkal rajtolt. A rajtnál Räikkönen remek rajtot vett, Massa viszont beragadt, így az első kanyarban Barrichello megelőzte. Schumacher a negyedik, Alonso a hatodik helyre jött fel a rajnál, aki nem sokkal ezután megelőzte csapattársát, Fisichellát, és Schumacher mögé érkezett. Alonso nem sokkal ezután körbeautózta a hétszeres világbajnokot, majd elkezdett felzárkózni spanyol honfitársára, de la Rosára. Schumacherre eközben megérkezett Fisichella is, aki nem sokkal ezután megelőzte. A német amikor vissza akarta előzni Fisichellát, az első vezetőszárnya megsérült, így ki kellett állnia a boxba. Amikor a vezető Kimi Räikkönen a 26. körben Vitantonio Liuzzit próbálta lekörözni, az olasz hirtelen belassított, hogy elengedje a finnt, aki azonban erre nem számított, és bele ment a Toro Rossóba. Mindketten kiestek ezután. A baleset után beküldték a biztonsági autót. A fázis után Alonsóra felzárkózott Jenson Button. Miután a pálya elkezdett felszáradni, Alonso is kiállt száraz gumira cserélni, azonban egy rosszul rögzített csavar miatt kiesett a versenyből. A versenyt ekkor Button vezette, mögötte Hedifeld és Schumacher autózott, akik azonban még intermediate abroncsokon mentek. Hedifeld kiállt száraz abroncsokért, míg Schumacher kockáztatott. De la Rosa hamarosan megelőzte a németet, majd őt követte Heidfeld, akivel Schumacher egy ütközés miatt kiállni kényszerült. Kubica a hetedik helyen ért be első versenyén. A lengyelt azonban diszkvalifikálták a futam után, mert autója két kilogrammal könnyebb volt a megengedettnél. Az eredetileg kilencedik Schumacher így egy pontot szerzett. Jenson Button élete első futamgyőzemét aratta a Hondával, a második de la Rosa, a harmadik Nick Heidfeld lett. A további pontszerzők Barrichello, Coulthard, Ralf Schumacher, Massa és Michael Schumacher lettek. A leggyorsabb kör Felipe Massáé lett, 1:23.516-del.
| Helyezés | Rajtszám | Versenyző            | Csapat/Motor         | Futott kör | Idő/Kiesés oka | Rajthely | Pont |
| -------- | -------- | -------------------- | -------------------- | ---------- | -------------- | -------- | ---- |
| 1        | 12       | Jenson Button        | Honda                | 70         | 1h52:20.941    | 14       | 10   |
| 2        | 4        | Pedro de la Rosa     | McLaren-Mercedes     | 70         | + 30.837       | 4        | 8    |
| 3        | 16       | Nick Heidfeld        | BMW Sauber           | 70         | + 43.822       | 10       | 6    |
| 4        | 11       | Rubens Barrichello   | Honda                | 70         | + 45.205       | 3        | 5    |
| 5        | 14       | David Coulthard      | Red Bull-Ferrari     | 69         | + 1 kör        | 12       | 4    |
| 6        | 7        | Ralf Schumacher      | Toyota               | 69         | + 1 kör        | 6        | 3    |
| 7        | 6        | Felipe Massa         | Ferrari              | 69         | + 1 kör        | 2        | 2    |
| 8        | 5        | Michael Schumacher   | Ferrari              | 67         | Baleset        | 11       | 1    |
| 9        | 18       | Tiago Monteiro       | MF1-Toyota           | 67         | + 3 kör        | 16       |      |
| 10       | 19       | Christijan Albers    | MF1-Toyota           | 67         | + 3 kör        | 22       |      |
| 11       | 21       | Scott Speed          | Toro Rosso-Cosworth  | 66         | + 4 kör        | 20       |      |
| 12       | 8        | Jarno Trulli         | Toyota               | 65         | Motorhiba      | 8        |      |
| 13       | 22       | Szató Takuma         | Super Aguri-Honda    | 65         | + 5 kör        | 19       |      |
| Ki       | 1        | Fernando Alonso      | Renault              | 51         | Másodtengely   | 15       |      |
| Ki       | 3        | Kimi Räikkönen       | McLaren-Mercedes     | 25         | Ütközés        | 1        |      |
| Ki       | 20       | Vitantonio Liuzzi    | Toro Rosso-Cosworth  | 25         | Ütközés        | 17       |      |
| Ki       | 10       | Nico Rosberg         | Williams F1-Cosworth | 19         | Elektronika    | 18       |      |
| Ki       | 2        | Giancarlo Fisichella | Renault              | 18         | Kicsúszás      | 7        |      |
| Ki       | 15       | Christian Klien      | Red Bull-Ferrari     | 6          | Kicsúszás      | 13       |      |
| Ki       | 9        | Mark Webber          | Williams-Cosworth    | 1          | Baleset        | 5        |      |
| Ki       | 23       | Jamamoto Szakon      | Super Aguri-Honda    | 0          | Motorhiba      | 21       |      |
| Kiz      | 17       | Robert Kubica        | BMW Sauber           | 69         | + 1 kör        | 9        |      |

## Statisztikák
- Pedro de la Rosa első dobogós helyezése.
- Nick Heidfeld első dobogós helyezése amit BMW- vel szerzett.
- A BMW Sauber első dobogós helyezése.
- A leggyorsabb kört Felipe Massa futotta 1:23.516-os idővel.
- A versenyben vezettek: Kimi Räikkönen 17 kör (1-17.), Fernando Alonso 34 kör (18-51.) és Jenson Button 19 kör (52-70.).
- Robert Kubicát kizárták, mert az általa vezetett BMW Saubert két kg-mal kevesebbnek mérték.[5]

## A világbajnokság élmezőnyének állása a verseny után
| H | Versenyzők           | Pont | H | Konstruktőrök    | Pont |
| - | -------------------- | ---- | - | ---------------- | ---- |
| 1 | Fernando Alonso      | 100  | 1 | Renault          | 149  |
| 2 | Michael Schumacher   | 90   | 2 | Ferrari          | 142  |
| 3 | Felipe Massa         | 52   | 3 | McLaren-Mercedes | 85   |
| 4 | Giancarlo Fisichella | 49   | 4 | Honda            | 52   |
| 5 | Kimi Räikkönen       | 49   | 5 | BMW Sauber       | 26   |

## Statisztikák
Vezető helyen:
- Kimi Räikkönen : 17 (1–17)
- Fernando Alonso : 34 (18–51)
- Jenson Button : 19 (52–70)

Jenson Button 1. győzelme, Kimi Räikkönen 15. pole-pozíciója, Felipe Massa 2. leggyorsabb köre.
Jenson Button 14., Pedro de la Rosa 1., Nick Heidfeld 5. dobogós helyezése. 
- Honda 3. győzelme.

Robert Kubica első versenye.